# 강범모
강범모(姜汎模, 1958년 7월 30일 ~ )는 대한민국의 언어학자, 저술가이자 교수이다.

## 이력
그는 현재 고려대학교 언어학과 교수이다. 주요 연구 분야는 의미론, 문법론, 전산언어학, 코퍼스언어학, 사전학, 컴퓨터와 인문학이다. 주요 저서로는 《한국어 사용 빈도》(2009년), 《언어학의 역사》(2007년), 《언어:풀어 쓴 언어학 개론》(2005년) 등이 있다.

## 저서/역서/편서
- 2009 한국어 사용 빈도, (강범모, 김흥규), 서울: 한국문화사.
- 2008 다국어 어휘데이터베이스 구축 방법론 연구 및 모형개발 (3), (강범모, 차재은, 최운호), 서울: 고려대학교 민족문화연구원.
- 2007 언어학의 역사, (로빈스 저, 강범모역), 서울: 한국문화사.  원전: A Short History of Linguistics, by R.H. Robins, 4th ed. 1997, London: Longman.
- 2005 언어: 풀어 쓴 언어학 개론, (강범모), 서울: 한국문화사.
- 2005 의미구조와 통사구조, 그리고 그 너머, (이정민, 최기용, 강범모, 김세중, 남승호, 신효필 공편), 서울: 한국문화사.
- 2005 다국어 어휘 데이터베이스 구축 방법론 연구 및 모형 개발 (2). (강범모, 차재은, 이유선), 서울: 고려대학교 민족문화연구원.
- 2004 한국어 형태소 및 어휘 사용 빈도의 분석 2, (강범모, 김흥규),  서울: 고려대학교 민족문화연구원.
- 2004 코퍼스와 어휘 데이터베이스, (강범모, 박병선, 이봉원, 조진현 편), 서울: 월인.
- 2003 언어, 컴퓨터, 코퍼스 언어학: 컴퓨터를 이용한 국어 분석의 기초와 이론, (강범모), 서울: 고려대학교 출판부.
- 2003 영화마을 언어학교, (강범모), 서울: 동아시아.
- 2002 다국어 어휘 데이터베이스 구축 방법론 연구 및 모형 개발 (1). (강범모, 이유선, 차재은), 고려대학교 민족문화연구원.
- 2002 한국어와 정보화, (홍윤표, 강범모 외 39인 공저), 서울: 태학사.
- 2001 한국어 연어 관계 연구, (홍종선, 강범모, 최호철), 서울: 월인.
- 2001 범주문법: 한국어의 형태론, 통사론, 타입논리적 의미론, (강범모), 민족문화연구총서 94, 서울: 고려대학교 민족문화연구원.
- 2000 의미구조의 표상과 실현, (이정민, 김영화, 강범모, 남승호, 이하규), 한림과학원총서 74, 서울: 도서출판 소화.
- 2000 한국어 형태소 및 어휘 사용 빈도의 분석 1, (김흥규, 강범모), 컴퓨터와 인문학 시리즈 4, 서울: 고려대학교 민족문화연구원. (자료 CD-ROM 포함)
- 2000 한국어의 텍스트 장르, 문체, 유형: 컴퓨터와 통계적 기법의 이용, (강범모, 김흥규, 허명회), 서울: 태학사.
- 1999 한국어의 텍스트 장르와 언어 특성, (강범모), 인문사회과학총서 28, 서울: 고려대학교 출판부
- 1999 형식의미론과 한국어 기술, (강범모 외 12인 공저), 한국언어학회 언어학 특강 시리즈 5, 서울: 한신문화사.
- 1998 언어의 과학: 그림으로 이해하는 언어와 정신의 세계 (강범모, 김성도 공역), 서울: 민음사. 원전: The Science of Words, by George Miller, New York: Scientific American Library. .
- 1997 한글 사용 빈도의 분석, (김흥규, 강범모 공저), 컴퓨터와 인문학 시리즈 1, 서울: 고려대학교 민족문화연구소.
- 1997 전자 텍스트 부호화 개설: TEI 라이트, (강범모 편역), 컴퓨터와 인문학 시리즈 2, 서울: 고려대학교 민족문화연구소. 원전: TEI Lite: An Introduction to Text Encoding for Interchange, by Lou Burnard and C.M. Sperberg-McQeen, 1995, Chicago and Oxford: TEI.
- 1995 한국어 데이터베이스의 설계 및 응용을 위한 기초 연구, (정광, 이기용, 김흥규, 임해창, 강범모 공저), 서울, 민음사.
- 1993 Language, Information and Computation, (Chungmin Lee and Beom-mo Kang, editors), Seoul: Taehaksa.
- 1989 Functional Inheritance, Anaphora, and Semantic Interpretation in a Generalized Categorial Grammar, (Beom-mo Kang) 서울: 탑출판사.[1]